# تاركاساي (تاركا وساي)
تاركاساي هي إحدى مشيخات المملكة المغربية، تتبع جغرافيا لإقليم كلميم وإداريًا لتاركا وساي. يقدر عدد سكانها بـ 526 نسمة حسب الإحصاء الرسمي للسكان والسكنى لسنة 2004.